# Décennie 1530 en architecture
| Années de l'architecture : 1527 - 1528 - 1529 - 1530 - 1531 - 1532 - 1533    |
| Décennies de l'architecture : 1500 - 1510 - 1520 - 1530 - 1540 - 1550 - 1560 |

Cet article présente les faits marquants de la décennie 1530 en architecture.

## Événements
- 1533 : le vice-roi de Naples Pedro de Tolède prend deux décrets ordonnant la démolition des baraquements et des étals qui encombrent les rues de Naples. Il charge l’architecte Ferdinando Manlio d’aménager la ville[1].
- 1536-1546 : Antonio da Sangallo le Jeune devient l'architecte en chef de la basilique Saint-Pierre de Rome[2].
- 1537 : Sebastiano Serlio publie le premier volume de son traité d'architecture Tutte l'opere d'archittura et prospetiva à Venise, établissant les ordres classiques de façon canonique [3].
- 1539 : Mimar Sinan est nommé architecte en chef de l’empire ottoman[4].

## Réalisations
- 1529 : début de la construction de l'ancienne Monnaie (Alte Münze) à Hildesheim[5].
- 1530-1534 : Bartolomeo Berrecci (it) construit un cortile à arcades dans un style florentin au château de Wawel à Cracovie ; il est endommagé par un incendie en 1536 et reconstruit par Nicola Castiglione puis Matteo  de 1537 à 1548[6].
- 1530-1536 : l'architecte et sculpteur Louis Privat construit la cour d'honneur renaissance de l'hôtel de Bernuy à Toulouse[7],[8].

- 1531 : mise en service du phare de Kõpu, en Estonie, pour la Ligue hanséatique[9].
- 1531-1549-1561 : construction de l'hôtel de Mondrainville à Caen[10].
- 19 août 1532  : début des travaux de l'église Saint-Eustache à Paris[11], mélange d'architecture gothique flamboyant et de décors italiens renaissants.
- 1532 : construction de l’église de l’Ascension à Kolomenskoïe, près de Moscou[12].
- 1532-1536 :
  - construction du jubé et des stalles de la chapelle de King's College, à Cambridge[13].
  - construction du palais Massimo alle Colonne sur un projet de Baldassarre Peruzzi[14].
- 1532-1538 : aménagement de la terrasse du château de Chantilly où sont construites sept chapelles (seules trois existent encore aujourd'hui)[15].
- 15 juillet 1533 : début de la construction de  l’Hôtel de ville de Paris conçu par Boccador († 1551)  dans le style italien (1533-1628)[16].
- 1533-1540 : construction de La Fortaleza à Puerto Rico[17].
- 1533-1541 : construction de l'hôtel d'Escoville à Caen[18].
- 1534 : fin de la construction du palais du Té près de Mantoue par Giulio Romano disciple de Raphaël[19].
- 1534-1554 : construction de l'église Saint-François-de-la-Vigne de Venise par Jacopo Sansovino[20].
- 1535 : après 258 ans de travaux, l'église de Saint-Alphege à Solihull en Angleterre est terminée (1277-1535)[21].
- Vers 1535-1540 : construction du Palais Pompei à Vérone par Michele Sanmicheli pour la famille Lavezzola[22].

- 1537 : les travaux de la Biblioteca Marciana (1537-1560), du  palais de la Zecca  (1536) et de la Loggetta (1537-1545) à Venise commencent sous la direction de l'architecte Jacopo Sansovino[23].

- 1537-1542 : Andrea Palladio construit la Villa Godi Malinverni, première des villas de Palladio en Vénétie[24].
- 22 avril 1538 : début de la construction du palais de Sans-Pareil pour Henri VIII dans le Surrey[25].
- 1538 :
  - les travaux de la Piazza del Campidoglio dessinée par Michel-Ange sur le Capitole commencent[26].
  - début du chantier du château d'Écouen, dirigés par Jean Bullant à partir de 1541, pour le connétable Anne de Montmorency[27].

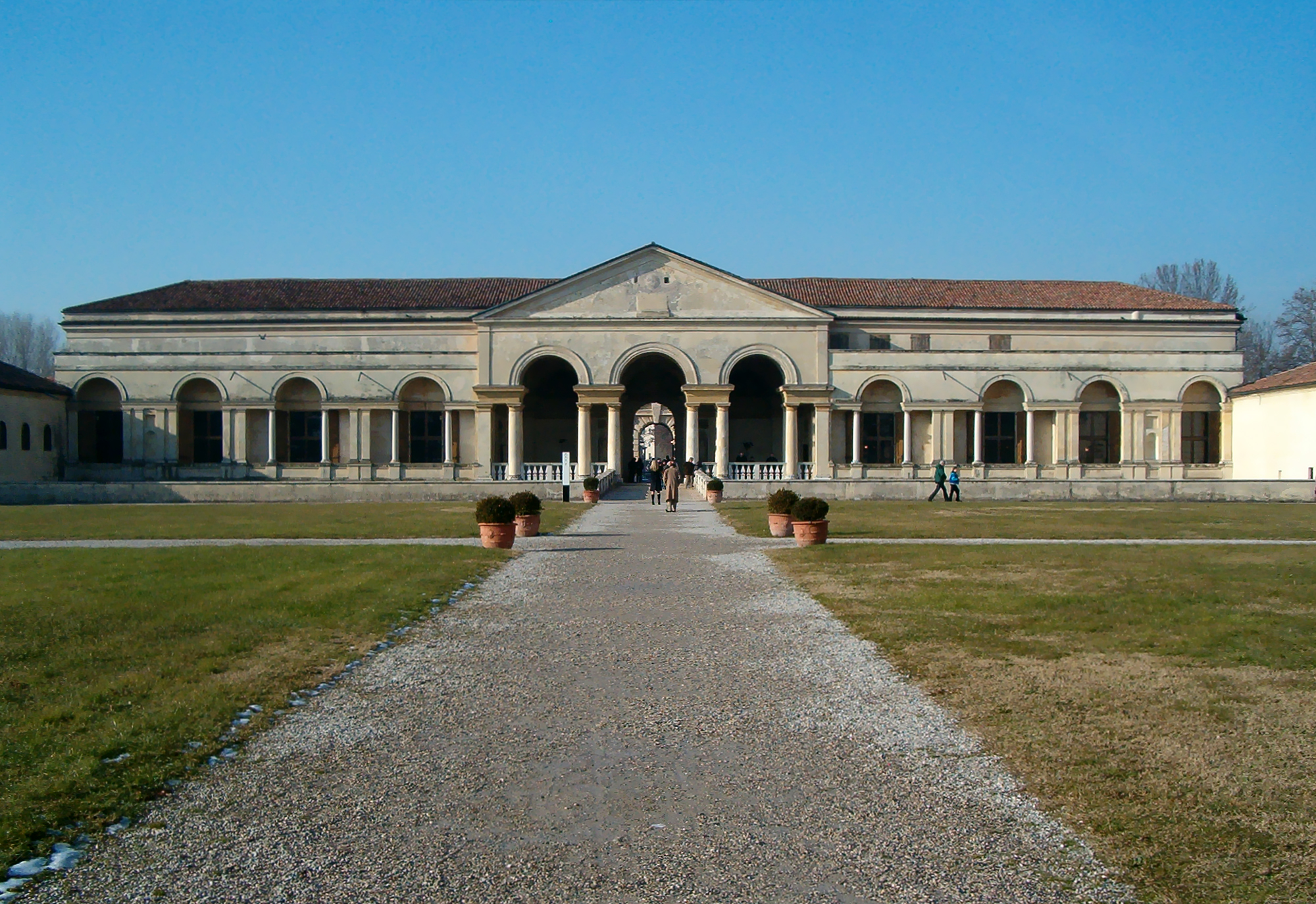
Palais du Té
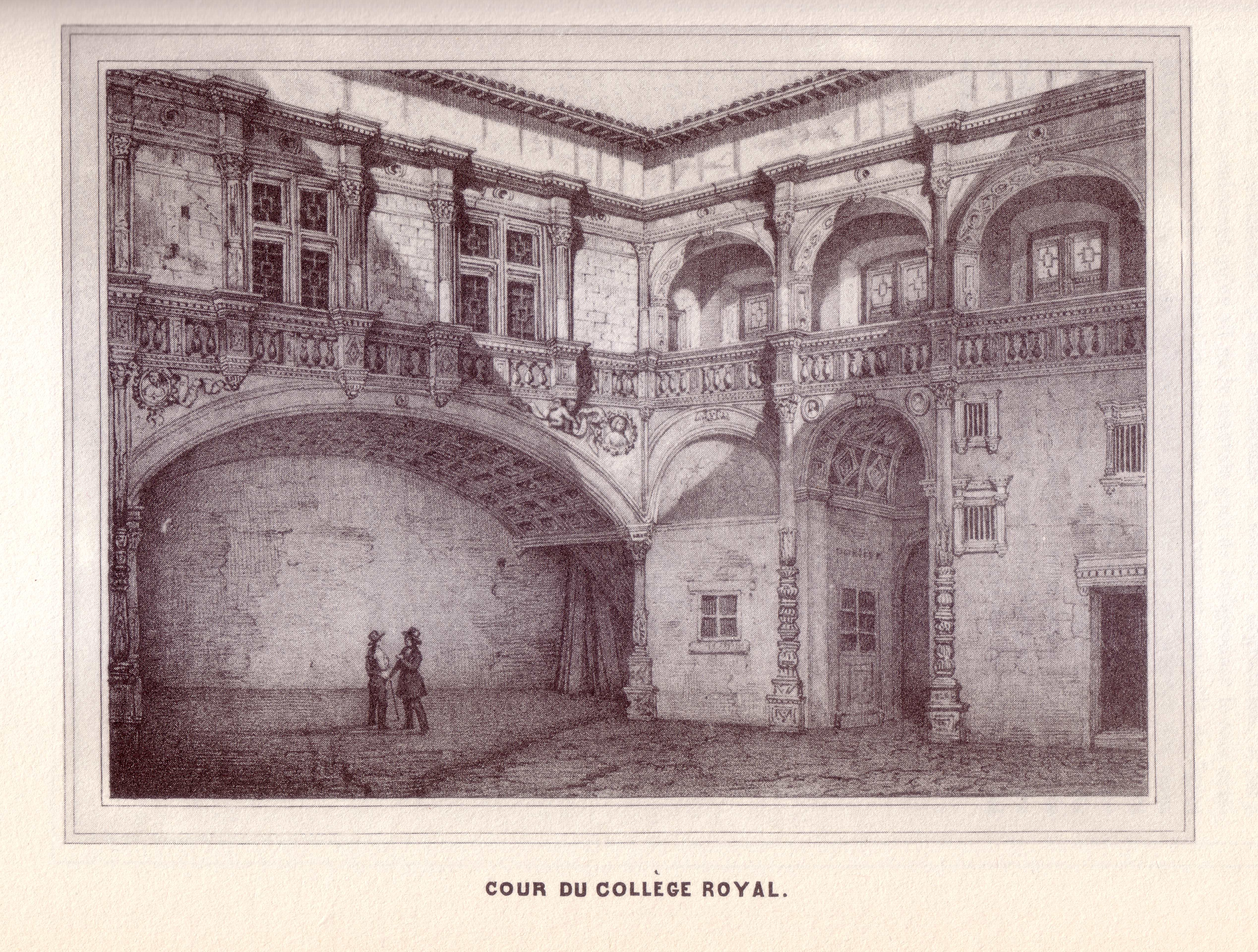
Cour de l'hôtel de Bernuy
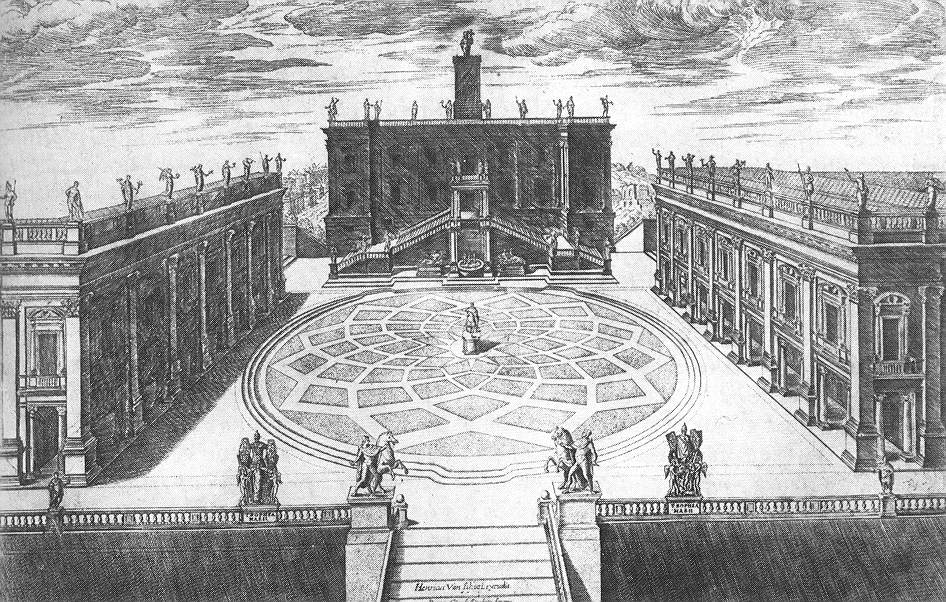
Piazza del Campidoglio, de Michel-Ange, sur le Capitole (1538-1546). Gravure de 1568.

## Naissances
- 1530 : Juan de Herrera († 1593)
- 1533 : Giacomo della Porta († 1602)
- 1535 : Wendel Dietrich (de) († 1622), sculpteur sur bois d'Augsbourg.
- 1535 : Robert Smythson, architecte anglais .